# Эстебан, Хосе Мария
Хосе́ Мари́я Эсте́бан Село́ррио (исп. José María Esteban Celorrio; 27 мая 1954, Льейда) — испанский гребец-байдарочник, выступал за сборную Испании на всём протяжении 1970-х годов. Серебряный призёр летних Олимпийских игр в Монреале, чемпион мира, победитель многих регат национального и международного значения.

## Биография
Хосе Мария Эстебан родился 27 мая 1954 года в городе Льейда в Каталонии. Активно заниматься греблей начал в возрасте тринадцати лет, проходил подготовку в плавательном центе «Хелиос» в Сарагосе. В 1970 году стал чемпионом Испании среди юношей, в 1971 году занял шестое место на юниорском чемпионате Европы.
Благодаря череде удачных выступлений удостоился права защищать честь страны на летних Олимпийских играх 1972 года в Мюнхене — участвовал здесь в километровой программе двухместных и четырёхместных байдарок, тем не менее, в обоих случаях до финальных заездов не добрался.
Первого серьёзного успеха на взрослом международном уровне добился в 1975 году, когда попал в основной состав национальной сборной Испании и побывал на чемпионате мира в югославском Белграде, откуда привёз награду золотого достоинства, выигранную в четвёрках на дистанции 1000 метров. Будучи в числе лидеров испанской гребной команды, благополучно прошёл квалификацию на Олимпийские игры 1976 года в Монреале — с четырёхместным экипажем, куда также вошли гребцы Хосе Рамон Лопес, Эрминио Менендес и Луис Грегорио Рамос, на тысяче метрах завоевал серебряную медаль, пропустив вперёд лишь команду из СССР.
После Олимпиады Эстебан остался в основном составе национальной сборной Испании и продолжил принимать участие в крупнейших международных регатах. Так, в 1978 году он выступил на мировом первенстве в Белграде, где в четвёрках стал серебряным и бронзовым призёром на пятистах и тысяче метрах соответственно. Вскоре по окончании этих соревнований принял решение завершить карьеру профессионального спортсмена, уступив место в сборной молодым испанским гребцам.
В настоящее время проживает в Сарагосе, занимает должность президента Арагонской федерации гребли на байдарках и каноэ. 